# Queso de Fuente
El queso de Fuente es un queso que se elabora en el Principado de Asturias (España).

## Elaboración
Este queso se elabora con leche cruda de vaca. A la leche se le añade el cuajo, una vez cuajada, la masa resultante se introduce en unas sacas de tela para que suelten el suero. Tras una semana, la masa que queda sin suero se sala durante ocho días removiendo la masa periódicamente para que no se asiente y la parte exterior empiece a formar corteza.
Pasado todo este tiempo se le añade fermento, dejándolo curar durante tres meses, transcurrido este tiempo se le añade orujo de miel y ya está listo para consumo.

## Características
Se trata de un queso amarillo, de interior cremoso. Recibe su nombre de los grandes recipientes o fuentes de castaño en los que se elabora. El sabor y olor es muy fuerte y picante, y su producción escasea.

## Zona de elaboración
Se elabora en diferentes localidades del concejo asturiano de Proaza, Teverga, Lena y Mieres.
Según los antiguos de Proaza se atribuye su nombre a Ramona Fernández García, quien regentaba el Bar El Retiro de Proaza.